# Cee (Spagna)
Cee è un comune spagnolo di 7 712 abitanti situato nella comunità autonoma della Galizia.
In passato si è chiamata anche Cée e Ceé.